# Isola Poryadin
L'isola Poryadin è una piccola isola situata a 0,9 km (0,5 miglia nautiche) a sud dell'isola Haswell e fa parte delle isole Haswell nella Terra della Regina Maria in Antartide. Fu scoperta dal gruppo di esploratori Western Base Party della spedizione Aurora, svoltasi tra il 1911 ed il 1914 sotto il comando del geologo australiano Douglas Mawson. Venne poi rimappata dalla spedizione sovietica del 1956 e chiamata così in onore di Jakov Porjadin, navigatore della nave "Vostok" della spedizione Bellingshausen svoltasi tra il 1819 ed il 1821.